# François d'Aguilon
François d'Aguilon, o d'Aguillon (in latino Franciscus Aguilonius) (Bruxelles, 4 gennaio 1567 – Anversa, 20 marzo 1617), è stato un matematico, fisico e architetto belga.

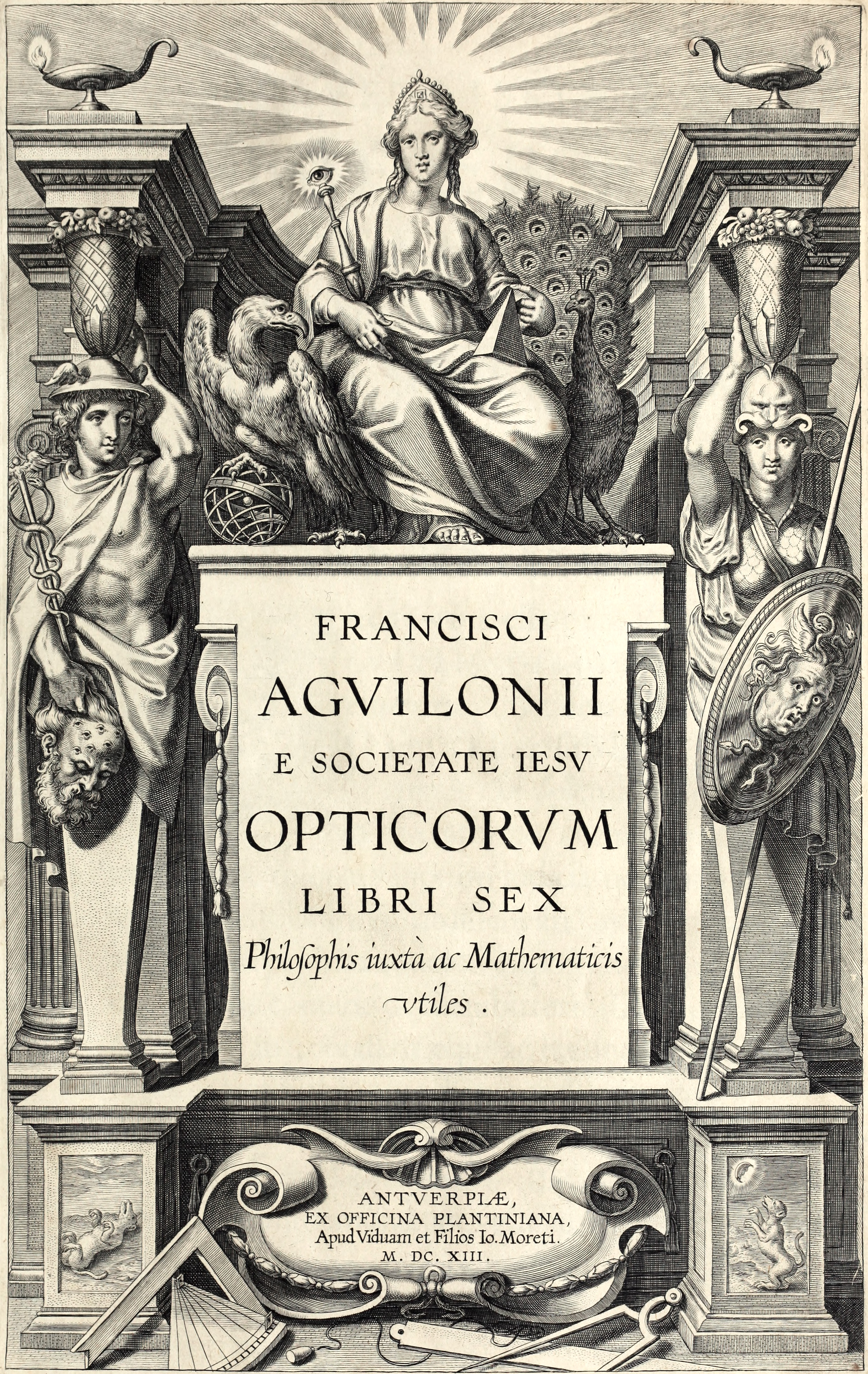
Opticorum libri sex (1613).

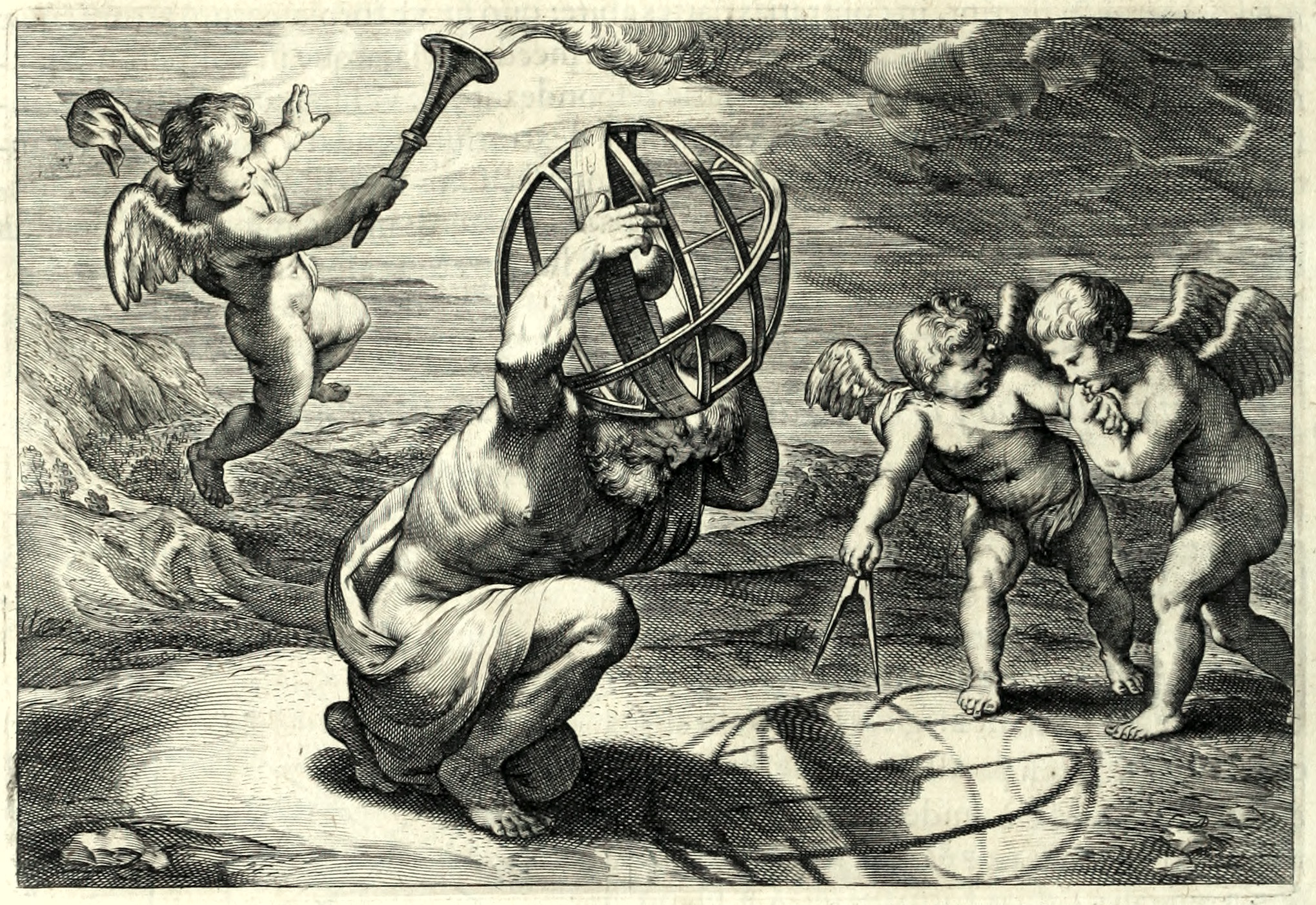
Illustrazione di Rubens per Opticorum libri sex.

Suo padre era segretario di Filippo II di Spagna. Si unì ai gesuiti a Tournai nel 1586. Nel 1598 si trasferì ad Anversa, dove contribuì alla progettazione del Carolus Borromeuskerk e nel 1611 fondò una scuola gesuita di matematica ispirata a Clavius, poi aiutato da Grégoire de Saint-Vincent. Fra i geometri che studiarono in tale scuola furono Jean-Charles della Faille, André Tacquet, e Théodore Moret.
La sua opera, Opticorum Libri Sex philosophis juxta ac mathematicis utiles (sei libri di ottica), è interessante per fisici e matematici. Fu pubblicata da Balthasar I Moretus ad Anversa nel 1613 e illustrata dal famoso pittore Peter Paul Rubens. Contiene uno dei primi studi sulla visione binoculare. Diede alla proiezione stereografica e alla proiezione ortografica tali nomi, usati tuttora, anche se come metodi erano probabilmente già note a Ipparco. L'opera ispirò inoltre quelle di Desargues e Christiaan Huygens.
Morì ad Anversa, a 50 anni.

## Opere
- (LA) Opticorum libri sex, Anversa, eredi Iohannes Moretus, 1613.